# Mons Ivar Mjelde
Mons Ivar Mjelde (Osterøy, 17 novembre 1967) è un allenatore di calcio ed ex calciatore norvegese, di ruolo attaccante, tecnico dell'Øygarden.

## Carriera

### Giocatore

#### Club
Mjelde iniziò la sua carriera professionistica con la maglia del Brann. Debuttò nella massima divisione norvegese il 25 maggio 1989, subentrando a Trond Nordeide nella sconfitta per due a zero in casa del Vålerenga. Il primo gol in campionato arrivò il 28 aprile 1990, nel successo per uno a zero sullo Strømsgodset.
Passò poi al Bryne, per cui giocò una stagione. Si trasferì così al Lillestrøm, per cui esordì il 25 aprile 1992: andò infatti anche a segno nel successo per due a uno sul Viking. Nel 1994 passò all'Austria Vienna e nel 1996 tornò in patria, al Brann. Chiuse la carriera al Sogndal, squadra in cui passò in prestito nel 2001: giocò il primo incontro con questa maglia il 20 maggio, nella sconfitta per sei a uno contro il Rosenborg. Il 24 giugno segnò il primo gol, nel cinque a uno sullo Strømsgodset.

#### Nazionale
Mjelde giocò 3 partite per la Norvegia, mettendo a segno 2 reti. Il debutto fu datato 11 agosto 1993, nella vittoria per sette a zero sulle Fær Øer: Mjelde segnò una doppietta.

### Allenatore
Dopo il ritiro, Mjelde fu nominato allenatore delle riserve del Brann. L'anno seguente, passò a guidare la prima squadra e i suoi iniziali quattro anni furono segnati dalla vittoria sia di un campionato, che di una coppa nazionale. Subentrò a Teitur Þórðarson, che fu licenziato dopo una stagione negativa. Il primo anno portò la squadra ad un sesto posto finale, mentre il secondo fino al terzo. Si aggiudicò anche la Coppa di Norvegia 2004, unico trofeo del club negli ultimi ventidue anni. Si aggiudicò la Tippeligaen 2007, arrivando sei punti davanti allo Stabæk.
Il 7 ottobre 2008, annunciò che quella sarebbe stata l'ultima sua stagione al club. Il 1º giugno 2009, fu nominato allenatore del Bryne.
Il 10 luglio 2011 fu ufficializzato il suo nuovo incarico allo Start. Il 7 settembre 2015 lasciò la panchina.
Il 9 agosto 2016 è stato scelto come nuovo allenatore del Fredrikstad. Dopo aver condotto la squadra alla salvezza, totalizzando 16 punti in 11 partite, in data 4 novembre le parti hanno reso noto che non avrebbero proseguito la collaborazione.
Il 16 novembre è stato nominato nuovo allenatore dell'Åsane, in vista del campionato 2017.
Il 18 settembre 2020 è stato nominato nuovo allenatore dell'Øygarden. La squadra è retrocessa al termine della stagione e Mjelde ha lasciato il club.

## Palmarès

### Allenatore

#### Club
- Coppa di Norvegia: 1

Brann: 2004
- Campionato norvegese: 1

Brann: 2007

#### Individuale
- Allenatore dell'anno del campionato norvegese: 1

2007